# Erdbeben im Inntal 1670
Das Erdbeben im Inntal 1670 war eines der stärksten Erdbeben in Tirol. Es ereignete sich in der Nacht auf den 17. Juli 1670. Das Epizentrum lag unter Hall in Tirol.

## Hintergrund
Das Unterinntal ist eine der aktivsten Erdbebenregionen der Ostalpen sowie in ganz Österreich. Der Schwerpunkt der Starkbebentätigkeit befindet sich im Raum Innsbruck – Hall, nahe der Einmündung der Wipptalstörung in die seismische Inntalstörung. In diesem Bereich ereignen sich rund 25 % der Starkbeben von ganz Österreich. Die folgenschwersten Beben wurden in den Jahren 1572, 1670 und 1689 verzeichnet, die jeweils mehrmonatige Nachbebenserien einleiteten.

## Ablauf und Schäden

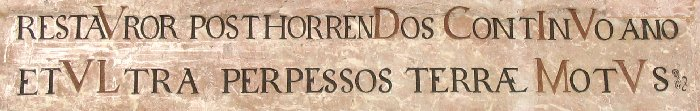
Inschrift mit Chronogramm am Goldenen Dachl in Innsbruck zur Erinnerung an die Restaurierung nach den Erdbeben 1670/71

Das Beben ereignete sich am 17. Juli 1670 gegen 2:15 Uhr nachts. Nachbeben waren über mehrere Monate zu spüren. Es hatte eine Magnitude von 5,2 und eine Intensität von 8° auf der EMS-Skala. Das Epizentrum lag in einer Tiefe von 6 km.
Schäden wurden aus dem Inntal von Innsbruck bis Schwaz gemeldet. Das Beben soll bis Venedig, Nürnberg und St. Gallen zu spüren gewesen sein.
In Hall wurden zahlreiche Gebäude beschädigt. Der Turm der Stadtpfarrkirche St. Nikolaus stürzte ein, dabei wurden der Turmwächter getötet und ein Mann erschlagen. Auch in Thaur und Mils wurden Menschen erschlagen, insgesamt kamen mindestens neun Personen ums Leben. Die nicht mehr genutzte und bereits baufällige Burg Thaur wurde endgültig zur Ruine.
In Innsbruck kam es ebenfalls zu zahlreichen Schäden, unter anderem an der Stadtpfarrkirche, am Turm der Hofkirche und an der Kuppel der Jesuitenkirche. Die Siebenkapellenkirche wurde so stark beschädigt, dass sie abgebrochen werden musste, sie wurde 1676–1678 etwas versetzt neu gebaut.
An mehreren Orten kam es zu Bergstürzen und Erdrutschen. Im Zillertal sollen 30 Kühe durch einen Bergsturz erschlagen worden sein.

## Folgen

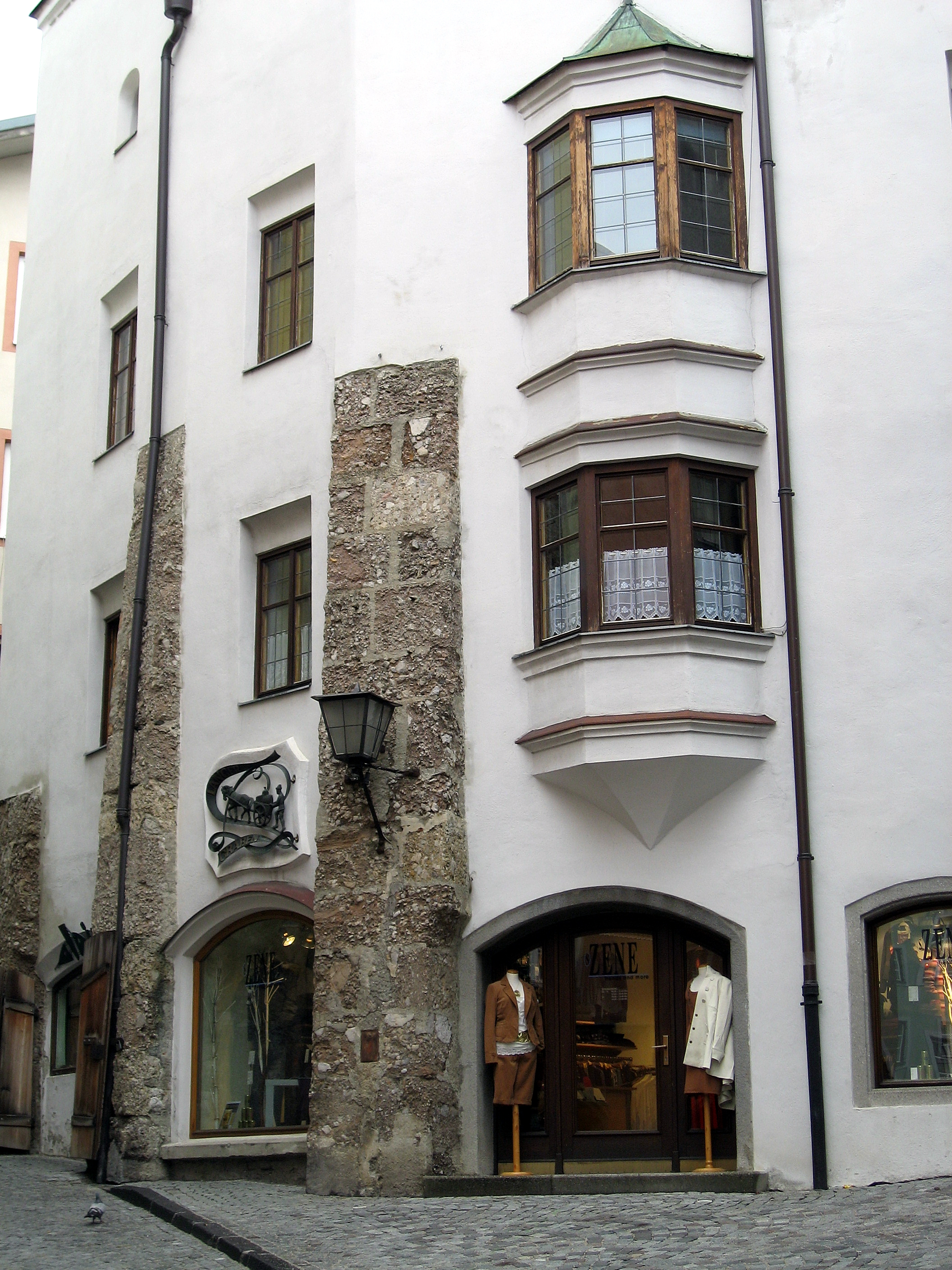
Typische Erdbebenmauern an einem Haus in Hall

Die beschädigten Häuser in Hall wurden zunächst mit Baumstämmen gesichert, die zur Befeuerung der Saline reichlich vorhanden waren. In der Folge wurden die Häuser in Hall und Innsbruck mit Erdbebenmauern aus Höttinger Breccie verstärkt, die bis zum ersten oder zweiten Stock reichen. Diese wurden manchmal bei späteren Umbauten entfernt oder überbaut, sind aber vielfach noch erhalten und charakteristisch für das Stadtbild in der Haller und Innsbrucker Altstadt.
Das Beben ereignete sich am 17. Juli, dem Gedenktag des als Patron gegen Erdbeben verehrten hl. Alexius. Daraufhin erwählte die Innsbrucker Bürgerschaft den hl. Alexius zum zweiten Stadtpatron neben dem hl. Jakobus und gelobte eine jährliche Prozession und einen Festgottesdienst an seinem Festtag. Der Heilige wurde schon um 1600 an einem Seitenaltar der Siebenkapellenkirche verehrt, nach der Profanierung der Kirche unter Joseph II. wurde das Altarbild in die Dreiheiligenkirche übertragen, die damit zu den heiligen Sebastian, Pirmin und Rochus den hl. Alexius als vierten Patron bekam.